# Paolo Comotto
Paolo Comotto (Bianzè, 14 ottobre 1824 – Roma, 14 luglio 1897) è stato un architetto italiano.

## Biografia
Comotto nacque a Bianzè, vicino a Vercelli, da Giuseppe Comotto e Margherita Magistrello. Studiò architettura e ingegneria a Torino, ove si laureò. A Torino fu allievo di Carlo Promis.
A partire dal 1847, completò diversi lavori in Piemonte, principalmente a Torino, inclusa la casa di  Cobasso e Bonesco in viale del Re a Torino; e, sempre a Torino, l'edificio di conte Carpanetto in via Carrozza. Contribuì alla costruzione della prima aula del primo Parlamento italiano (completata in 110 giorni tra il 27 ottobre 1860 e il 17 marzo 1861). Comotto contribuì all'aula principalmente con le decorazioni. Nel 1871 contribuì alla costruzione degli edifici dell'Amministrazione centrale di Roma. Fu nominato direttore dei lavori e progettò un'aula provvisoria e una biblioteca a Montecitorio. La struttura in legno di quest'aula risultò pericolosa e nel 1879 fu bandito un concorso per una nuova aula a muratura, a cui Comotto partecipò. Il bando del 1879 fu poi annullato. Nel 1881 fu bandito un nuovo concorso per dei progetti di massima a Roma, in cui Comotto si piazzo secondo.
Dopo il terremoto che colpì gravemente Ischia nel luglio 1883, Comotto fece parte della commissione per le prescrizioni edilizie dell'isola flegrea, istituita proprio dopo il terremoto.
Comotto morì a Roma il 14 luglio 1897.